# Wushu tại Đại hội Thể thao Đông Nam Á 1997
Wushu tại Đại hội Thể thao Đông Nam Á năm 1997 được tổ chức từ ngày 14 đến 17 tháng 10 năm 1997 tại Jakarta Fair, Jakarta, Indonesia.Đây là kỳ SEA Games thứ ba có môn Wushu, với sự góp mặt của cả nội dung biểu diễn quyền thuật (taolu) và đối kháng (sanda). Nội dung đối kháng lần đầu tiên xuất hiện trong chương trình thi đấu nhưng chỉ dành cho nam.
Đoàn chủ nhà Indonesia gây bất ngờ khi bứt phá lên vị trí thứ nhất toàn đoàn với 7 huy chương vàng. Trong khi đó đoàn Philippines tiếp tục thể hiện thế mạnh của mình ở môn wushu khi giành được 6 huy chương vàng, xếp thứ hai toàn đoàn.

## Bảng huy chương
| Hạng               | Đoàn               | Vàng | Bạc | Đồng | Tổng số |
| ------------------ | ------------------ | ---- | --- | ---- | ------- |
| 1                  | Indonesia (INA)    | 7    | 3   | 4    | 14      |
| 2                  | Philippines (PHI)  | 6    | 3   | 1    | 10      |
| 3                  | Việt Nam (VIE)     | 4    | 5   | 2    | 11      |
| 4                  | Malaysia (MAS)     | 2    | 3   | 4    | 9       |
| 5                  | Singapore (SIN)    | 2    | 0   | 5    | 7       |
| 6                  | Thái Lan (THA)     | 1    | 1   | 3    | 5       |
| 7                  | Myanmar (MYA)      | 0    | 2   | 3    | 5       |
| 8                  | Lào (LAO)          | 0    | 0   | 2    | 2       |
| Tổng số (8 đơn vị) | Tổng số (8 đơn vị) | 22   | 17  | 24   | 63      |

## Tóm tắt kết quả

### Biểu diễn nam
| Nội dung       | Vàng                                               | Bạc                                              | Đồng                                           |
| -------------- | -------------------------------------------------- | ------------------------------------------------ | ---------------------------------------------- |
| Trường quyền   | Vincent Ng · Singapore                             | Oh Poh Soon · Malaysia · Garry Cua · Philippines | không trao huy chương                          |
| Đao thuật      | Vincent Ng · Singapore · Chow Kam Onn · Malaysia   | không trao huy chương                            | Phung Thong Voradej · Thái Lan                 |
| Kiếm thuật     | Alfonso Que · Philippines                          | Herman Wijaya · Indonesia                        | Sutanyo Purnamadjaja · Indonesia               |
| Côn thuật      | Herman Wijaya · Indonesia                          | Sutanyo Purnamadjaja · Indonesia                 | Chow Kam Onn · Malaysia                        |
| Thương thuật   | Alfonso Que · Philippines                          | Ho Ro Bin · Malaysia                             | Dương Duy Kiếm · Việt Nam                      |
| Nam quyền      | Tanamal Aryanto · Indonesia                        | Zaw Zaw Moe · Myanmar                            | Ho Ro Bin · Malaysia · Picasso Tan · Singapore |
| Thái cực quyền | Bobby Co · Philippines · Cheah Kok Luan · Malaysia | không trao huy chương                            | Hartono Seputro · Indonesia                    |

### Đối kháng nam
| Hạng cân        | Vàng                         | Bạc                             | Đồng                            |
| --------------- | ---------------------------- | ------------------------------- | ------------------------------- |
| Sanshou (52 kg) | Christian John · Indonesia   | Nguyen Anh Tuan · Việt Nam      | Rully Chulang · Philippines     |
| Sanshou (52 kg) | Christian John · Indonesia   | Nguyen Anh Tuan · Việt Nam      | Tan Lih Wei · Malaysia          |
| Sanshou (56 kg) | Dao Viet Lap · Việt Nam      | Meiyani · Indonesia             | Khamshouthone PH · Thái Lan     |
| Sanshou (56 kg) | Dao Viet Lap · Việt Nam      | Meiyani · Indonesia             | Tun Tun Oo · Myanmar            |
| Sanshou (60 kg) | Teguh Prastowo · Indonesia   | Diep Bhao Minh · Việt Nam       | Khammanoune · Lào               |
| Sanshou (60 kg) | Teguh Prastowo · Indonesia   | Diep Bhao Minh · Việt Nam       | Prasert Jantha · Thái Lan       |
| Sanshou (65 kg) | Komsam Tongtap · Thái Lan    | Ronald Bingwa Oel · Philippines | Lee Ngock Quang · Việt Nam      |
| Sanshou (65 kg) | Komsam Tongtap · Thái Lan    | Ronald Bingwa Oel · Philippines | Vansay · Lào                    |
| Sanshou (70 kg) | Jerome Lumabas · Philippines | Onn Srikoklarm · Thái Lan       | Tan Cheng Tee Benny · Singapore |
| Sanshou (70 kg) | Jerome Lumabas · Philippines | Onn Srikoklarm · Thái Lan       | Alfrits Maweru · Indonesia      |

### Biểu diễn nữ
| Nội dung       | Vàng                                                               | Bạc                                 | Đồng                         |
| -------------- | ------------------------------------------------------------------ | ----------------------------------- | ---------------------------- |
| Trường quyền   | Nguyễn Thúy Hiền · Việt Nam                                        | Nguyễn Thanh Loan · Việt Nam        | Sherlie Hoediono · Indonesia |
| Đao thuật      | Nguyễn Thúy Hiền · Việt Nam                                        | Nguyễn Thị Ngọc Oanh · Việt Nam     | Khine Zin Win · Myanmar      |
| Kiếm thuật     | Sherlie Hoediono · Indonesia · Stephanie Loraine Lim · Philippines | không trao huy chương               | Chiew Hui Yan · Singapore    |
| Côn thuật      | Olivia Setiadi · Indonesia                                         | Ng Choo Bee · Malaysia              | Khine Zin Win · Myanmar      |
| Thương thuật   | Stephanie Lorraine Lim · Philippines                               | Nguyễn Phương Lan · Việt Nam        | Chiew Hui Yan · Singapore    |
| Nam quyền      | Nguyễn Phương Lan · Việt Nam                                       | Stephpanie Aan Oranga · Philippines | Li Voon Keh · Malaysia       |
| Thái cực quyền | Jainab · Indonesia                                                 | Khaing Khaing Maw · Myanmar         | Tan Mui Buay · Singapore     |